# Dayton (Alabama)
Dayton és una població dels Estats Units a l'estat d'Alabama. Segons el cens del 2000 tenia 60 habitants.

## Demografia
Segons el cens del 2000, Dayton tenia 60 habitants, 20 habitatges, i 15 famílies. La densitat de població era de 23,2 habitants/km².
Dels 20 habitatges en un 20% hi vivien nens de menys de 18 anys, en un 50% hi vivien parelles casades, en un 20% dones solteres, i en un 25% no eren unitats familiars. En el 25% dels habitatges hi vivien persones soles el 15% de les quals corresponia a persones de 65 anys o més que vivien soles. El nombre mitjà de persones vivint en cada habitatge era de 3 i el nombre mitjà de persones que vivien en cada família era de 3,27.
Per edats la població es repartia de la següent manera: un 36,7% tenia menys de 18 anys, un 5% entre 18 i 24, un 13,3% entre 25 i 44, un 26,7% de 45 a 60 i un 18,3% 65 anys o més.
L'edat mediana era de 34 anys. Per cada 100 dones hi havia 76,5 homes. Per cada 100 dones de 18 o més anys hi havia 58,3 homes.
La renda mediana per habitatge era de 12.500 $ i la renda mediana per família de 6.250 $. Els homes tenien una renda mediana de 32.917 $ mentre que les dones 30.417 $. La renda per capita de la població era de 10.235 $. Aproximadament el 66,7% de les famílies i el 58,7% de la població estaven per davall del llindar de pobresa.

## Poblacions més properes
El següent diagrama mostra les poblacions més properes.